# César Gómez del Rey
César Gómez del Rey (Madrid, 23 d'octubre de 1967) és un futbolista madrileny, ja retirat.

## Trajectòria
Format al planter del Reial Madrid, va passar per les diferents categories fins a arribar al Real Madrid Aficionados i posteriorment al Castella, a la 86/87. Sense arribar a debutar amb el primer equip, és traspassat el 1990 al Reial Valladolid.
Amb els pucelans juga el seu primer partit en la màxima categoria contra el Sevilla FC. Juga 21 partits la 1990-91 i fins a 32 en la següent, tot i que el seu equip baixa a Segona. César Gómez deixa el Valladolid i s'incorpora al CD Tenerife, on seria una peça clau durant la meitat de la dècada dels 90, contribuint a fer que els illencs assoleixin la millor classificació històrica i el passi a les competicions europees.
El 1997, el madrileny deixa el Tenerife per provar sort a la lliga italiana, a les files de l'AS Roma, però tot just compta en els tres anys que roman al Calcio. Finalment, tot i que es va parlar d'un retorn al Tenerife, César Gómez penja les botes el 2001, quan finalitza la seua estada a la Roma.
Una vegada retirat, s'ha dedicat a la representació de jugadors i a aparèixer com comentarista esportiu.